# Полиця (зброя)

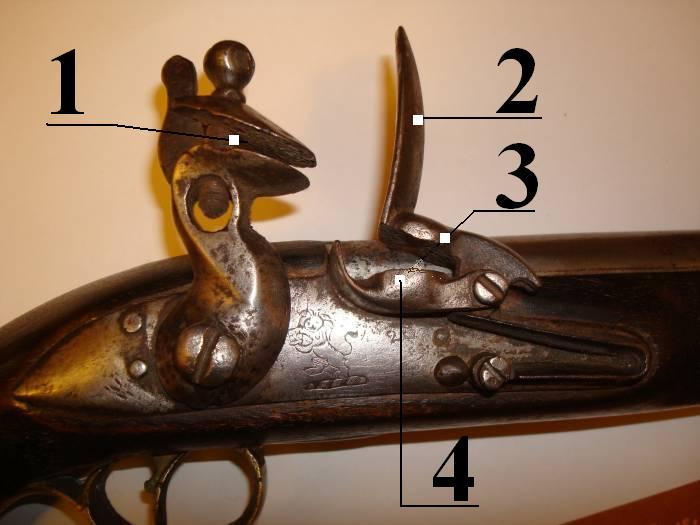
Ударно-кременевий замок: 1 — курок з кременем, 2 — кресало, 3 — кришка, 4 — полиця.

Поли́ця, також пані́вка (через пол. panewka від нім. Pfanne) — елемент замка старовинної вогнепальної зброї, невеликий виступ з рівною горизонтальною поверхнею біля запалювального отвору. Була призначена для первісного займання пороху з наступною передачею запалення через отвір до зарядної камори. Використовувалася в дульнозарядній зброї з ґнотовими, колісцевими і ударно-кременевими замками.
Спершу полицями були обладнані казенні частини гармат, потім вони перейшли і на ручну вогнепальну зброю (кулеврини, ручниці, аркебузи). При заряджанні на полицю насипали («натрушували») тонкий шар пороху («натруску»). У ґнотових замках до полиці прикладався кінець тліючого ґнота, у колісцевому падали викресані колісцем від кременя іскри, в ударно-кременевому на нього опускався кінець затиснутого в гвинті курка кременя. Після займання пороху на полиці вогонь передавався всередину ствола, запалюючи основний заряд і здійснюючи постріл. Для захисту від вологи і запобігання розсипанню полицю закривали кришкою, яка в ударно-кременевих замках часто становила одну деталь з кресалом, по якому ковзав кремінь при ударі о полицю.
Полиці виготовлялися із заліза чи латуні. Вийшли з ужитку в зв'язку з розвитком казеннозарядної зброї, яка використовувала унітарні набої.